# Exarhalltia obscura
Exarhalltia obscura är en insektsart som beskrevs av Sjostedt 1930. Exarhalltia obscura ingår i släktet Exarhalltia och familjen gräshoppor. Inga underarter finns listade i Catalogue of Life.